# 笠戸島
笠戸島（かさどしま）は、山口県沖の瀬戸内海（周防灘）に浮かぶ三日月形の離島。行政上は下松市に含まれる。

## 概要
島名は「厳島の明神が笠を置いた」という伝説に由来するとされる。本土とは、1970年（昭和45年）11月に完成した笠戸大橋（ランガートラス橋）でつながっている。
全島が瀬戸内海国立公園に含まれており、2019年（令和元年）8月25日には、国土交通省港湾局により、笠戸島が「みなとオアシスくだまつ☆笠戸島」として登録された。
2022年8月19日公開の映画 凪の島のロケ地にもなった。

## 地形
北東から南西に細長く延びた形をしている。
島の面積の半分近くは森林で、多くは林野庁所管の国有林（約505ha）となっている。
集落は大きく三つに分けて本浦地区、江の浦地区、深浦地区がある。

## 公共施設

### 学校
島内の中学校（下松市立深浦中学校）が2013年に、小学校3校（下松市立笠戸小学校・江の浦小学校・深浦小学校）が2014年に閉校し、島内から小中学校が消滅した。
2014年以降は、本土側の下松市立下松小学校・下松中学校の校区となっている。

### 行政
- 下松市役所笠戸島出張所（江の浦。笠戸島公民館に併設）
- 下松市笠戸島公民館
- 下松市笠戸公民館
- 下松市深浦公民館

### 金融機関
- 笠戸島郵便局
- 下松深浦簡易郵便局（業務休止中）

## 産業・観光
- 古くから造船業で栄え、現在も島のほぼ中央に新笠戸ドック（旧笠戸船渠）がある。同社は宇部興産系列から今治造船グループ傘下に移り、活気を呈している。なお、日立製作所笠戸事業所は元々日本汽船笠戸造船所が買収されたものであるが、工場は笠戸島ではなく対岸の下松市東豊井にある。
- 1983年、下松市栽培漁業センターでヒラメ養殖が始められ、「笠戸ひらめ」は重要な特産品となった。現在、山口県内の瀬戸内海側では、この施設のみで養殖されている。
- 近年、島周辺ではトラフグ養殖が盛んとなり、「笠戸のとらふぐ」も特産品となっている。
- ハーブの栽培も盛んである。
- 笠戸大橋の架橋以降は観光産業にも力を注ぐようになり、人工海浜のはなぐり海水浴場、家族旅行村、海上遊歩道（海上プロムナード）などが整備されるようになった。
- 夕日のきれいな島として知られ、特に夕日岬から望む、はなぐり岩へ流れる夕日の道筋は絶景で、多くの写真家が訪れるフォトスポットとなっている。
- 国民宿舎大城の駐車場には、日立製作所笠戸工場製造のSL（D51592号蒸気機関車）が保管されており、「笠戸島D51592を燦かせる会」が維持作業のほかスケッチ大会等のイベントを開催している。

## イベント
- 毎年5月、国民宿舎大城で「笠戸島まつり」が開かれる。名物のツツジが満開になるため見物客が多い。
- 毎年7月（旧暦6月17日）「深浦管絃祭」が行われる。
- 毎年11月、白浜駐車場で「笠戸の火祭り」が開かれる。地元の笠戸島霊場八十八ヶ所奉賛会が主催する。
- 毎年2月「くだまつ笠戸島アイランドトレイル」が開かれる。2010年に再整備された、本浦から深浦まで全島縦走できるスカイ・ハイキング・コース等を走る。
- 毎年2月から3月にかけて「笠戸島河津桜まつり」が開かれる。
- 毎月2回、下松市栽培漁業センター駐車場で「プチ海の駅」が開かれている。島特産の新鮮な海産物や野菜を即売している。

## 島出身の著名人
- 荒谷実貴男 - 三畿産業社長
- 橋本正之 - 山口県知事
- 守田宗治 - 山口県議会議員

## 交通
- JR山陽本線下松駅と笠戸島の深浦を結ぶ防長バスが運行されている。島内各地を経由し、下松駅より約6分で島に入る（全区間の所要時間は約35分）。
- 島内を県道笠戸島線、県道笠戸島公園線が走っている。
- 1919年から1977年3月までは、笠戸巡航船が定期船を運航していた[3]。

## 宿泊施設
- 国民宿舎大城（大城温泉「潮騒の湯」、レストラン等）[4]
- 笠戸島家族旅行村（バーベキュー・キャンプ場・足湯等）

## 話題
- 2004年9月の台風で、インドネシア船籍の貨物船「トリ・アルディアント号」が島に座礁し、22人のインドネシア人船員全員が犠牲になった。島民・市民有志で慰霊碑建立実行委員会が結成され、2005年10月に遭難現場を見下ろす白浜海水浴場駐車場に慰霊碑が建てられた。除幕式には大阪駐在インドネシア総領事も臨席し、島民や市民の友情に感謝した。
- 2016年11月、国民宿舎大城がリニューアルオープンした。オーシャンビューが楽しめる客室全室・レストランを備え、特に絶景の露天風呂｢大城温泉『潮騒の湯』｣は人気を博している。
- 2020年4月、下松市栽培漁業センターがリニューアルオープンした。日本最大規模のタッチングプールを備え、2021年には一般公募により愛称が「ひらめきパーク笠戸島」に決定された。
- 島内の県道沿い園地で、下松市観光協会・下松商工会議所が「菜の花と河津桜・ひまわりロードプロジェクト」として花壇等の整備を行っており、2022年には「潮風ガーデン」と名付けられた。